# Stoelmanseiland
Stoelmanseiland (ou Stoelie) é uma ilha e uma vila no município de Paramacca, no distrito de Sipaliwini, no Suriname. Está localizada na confluência dos rios Tapanahony e Lawa, que formam o rio Maroni, marcação da fronteira com a Guiana Francesa.
Stoelmanseiland foi nomeada em homenagem a Philip Samuel Stoelman, que fundou um posto militar avançado na ilha em dezembro de 1791 em sua luta contra o povo Aluku.
Durante a Guerra Civil do Suriname, abrigou o quartel-general do Comando da Selva de Ronnie Brunswijk.

## Hospital Johannes King
A Igreja dos Irmãos Morávios construiu o Hospital Johannes King, uma clínica médica inaugurada em 29 de maio de 1958. O hospital recebeu o nome de Johannes King, o primeiro missionário maroon e um dos primeiros autores a escrever em sranan tongo. A clínica é hoje operada pela Medische Zending.

## Transporte
Stoelmanseiland pode ser alcançada por meio da pista de pouso Stoelmans Eiland, localizada na ilha.